# Matt Skiba
Matthew Thomas Skiba, més conegut com a Matt Skiba, va néixer el 24 de febrer de 1976 a Chicago, Estats Units i és conegut per ser el cantant i  guitarrista principal de Alkaline Trio. En 2006 va crear un projecte paral·lel a Alkaline, anomenat Heavens. En 2011 forma Matt Skiba and the Sekrets costat de Hunter Burgan de AFI i Jarrod Alexander de My Chemical Romanç.

## Biografia
Durant la seva adolescència va treballar com a repartidor amb la seva bicicleta i, originalment, tocava la bateria en grups locals com Jerkwater o The Traitors.
En 1996 va decidir deixar l'escola d'art, Columbia College de Chicago, on estudiava per formar Alkaline Trio, juntament amb Rob Dauren i Glenn Porter. Skiba és, actualment, l'únic membre original del trio que queda en Alkaline. A més, seus van ser els galons, durant la primera demo i el Sundials EP, de les veus i la composició dels temes de la banda, fins que Dan Andriano va substituir Rob Dauren. Amb l'entrada de Andriano, tots dos comparteixen la faceta creativa de Alkaline i les veus, alternant sovint en les cançons o cantant-de principi a fi.

### Projectes personals
Poc abans del llançament de Good Mourning, el cinquè àlbum de la banda, Skiba va gravar un EP en solitari al costat de Kevin Seconds, líder de 7 Seconds, banda de hardcore punk originària de Reno, Nevada. També va contribuir al recopilatori de Fat Wreck Chords, Protect: A Benefit For The National Association To Protect Children, amb la cançó "Demons Away".
Fora de la seva banda té un projecte paral·lel en un grup anomenat Heavens, juntament amb el baixista de la banda F-Minus, Josh Steinbrick. Van llançar el seu primer disc al setembre de 2006, Patent Pending "mitjançant Epitaph Records. Una altra col·laboració en solitari la va realitzar amb Chuck Ragan, de Hot Water Music, amb qui van gravar altre split en 2002.

## Vida personal
Skiba és vegetarià i membre de l'Església de Satanàs. Skiba, reconeix que "molts nois que venen als nostres concerts ens pregunten que per què odiem a Jesús. Nosaltres no odiem completament a Jesús. Només pensem que la religió és una cosa ridícula, i és (la religió) alguna cosa molt popular, però això no vol dir que hàgim d'estar d'acord amb això. No tenim res contra la gent creient. 
També destaca que abans de gravar Crimson pensaven dir Church and Destroy. Però en la Pepperdine University, una universitat cristiana que té la seva pròpia emissora de ràdio, li van dir a Skiba que no posarien la seva música si titulaven així el seu nou disc. I és que, amb anterioritat, la universitat havia punxat habitualment cançons de la formació. 
"La meva atracció per l'Església de Satán,és el mateix que em va iniciar amb el punk rock. És una cosa que no és molt popular i és contrari a la cultura mainstream i els seus creences ". 
Actualment resideix a Califòrnia amb la seva dona, Monica Parker, amb qui es va casar el 7 d'agost de 2005. 
Recentment, Skiba va aparèixer en un dels capítols de la sèrie de televisió LA Ink, protagonitzada per l'explosiva tatuadora a  mexicana Kat Von D. Skiba visita la botiga de Kat per fer-se un tatuatge en el qual pot llegir-se Hello Cleveland! (en referència a una anècdota de la formació en aquesta ciutat). 